# Budleja (biljni rod)
Budleja (lat. Buddleja), rod grmova iz porodice strupnikovki (Scrophulariaceae). Rod je imenovan po engleskom svećeniku i botaničaru Adamu Buddleu, a pripada mu stotinjak vrsta, od kojih u Hrvatskoj raste ljetni jorgovan (B. davidii). Ime jorgovan ova vrsta dobila je zbog njegovih snažno mirišljavih cvjetova nalik na jorgovan(Syringa)

## Etimologija
Rod je dobio ime u čast velečasnom Adamu Buddleu (1660.-1715.) strastvenom botaničaru amateru koji je bio vikar u North Fambridgeu blizu Maldona.

## Vrste
1. Buddleja acuminata Poir.
2. Buddleja albiflora Hemsl.
3. Buddleja alternifolia Maxim.
4. Buddleja americana L.
5. Buddleja anchoensis Kuntze
6. Buddleja angusticarpa (E.M.Norman & L.B.Sm.) Coelho & Miotto
7. Buddleja araucana Phil.
8. Buddleja aromatica J.Rémy
9. Buddleja asiatica Lour.
10. Buddleja auriculata Benth.
11. Buddleja axillaris Willd. ex Roem. & Schult.
12. Buddleja bhutanica T.Yamaz.
13. Buddleja blattaria J.F.Macbr.
14. Buddleja bordignonii G.P.Coelho & Miotto
15. Buddleja brachiata Cham. & Schltdl.
16. Buddleja brachystachya Diels
17. Buddleja bullata Kunth
18. Buddleja candida Dunn
19. Buddleja cardenasii Standl. ex E.M.Norman
20. Buddleja cestriflora Cham.
21. Buddleja chapalana B.L.Rob.
22. Buddleja chenopodiifolia Kraenzl.
23. Buddleja colvilei Hook.f.
24. Buddleja cordata Kunth
25. Buddleja cordobensis Griseb.
26. Buddleja coriacea J.Rémy
27. Buddleja corrugata M.E.Jones
28. Buddleja crispa Benth.
29. Buddleja crotonoides A.Gray
30. Buddleja cuneata Cham.
31. Buddleja curviflora Hook. & Arn.
32. Buddleja cuspidata Baker
33. Buddleja davidii Franch.
34. Buddleja delavayi L.F.Gagnep.
35. Buddleja diffusa Ruiz & Pav.
36. Buddleja domingensis Urb.
37. Buddleja dysophylla (Benth.) Radlk.
38. Buddleja elegans Cham. & Schltdl.
39. Buddleja euryphylla Standl. & Steyerm.
40. Buddleja fallowiana Balf.f. & W.W.Sm.
41. Buddleja filibracteolata J.A.González & J.F.Morales
42. Buddleja forrestii Diels
43. Buddleja fragifera Leeuwenb.
44. Buddleja fusca Baker
45. Buddleja globosa Hope
46. Buddleja glomerata H.L.Wendl.
47. Buddleja grandiflora Cham. & Schltdl.
48. Buddleja hatschbachii E.M.Norman & L.B.Sm.
49. Buddleja hieronymi R.E.Fr.
50. Buddleja ibarrensis E.M.Norman
51. Buddleja incana Ruiz & Pav.
52. Buddleja incompta L.f.
53. Buddleja indica Lam.
54. Buddleja interrupta Kunth
55. Buddleja iresinoides (Griseb.) Hosseus
56. Buddleja jamesonii Benth.
57. Buddleja japonica Hemsl.
58. Buddleja jinsixiaensis R.B.Zhu
59. Buddleja kleinii E.M.Norman & L.B.Sm.
60. Buddleja lanata Benth.
61. Buddleja lindleyana Fortune
62. Buddleja lojensis E.M.Norman
63. Buddleja longiflora Brade
64. Buddleja longifolia Kunth
65. Buddleja loricata Leeuwenb.
66. Buddleja macrostachya Benth.
67. Buddleja madagascariensis Lam.
68. Buddleja marrubiifolia Benth.
69. Buddleja megalocephala Donn.Sm.
70. Buddleja mendozensis Gillet ex Benth.
71. Buddleja microstachya E.D.Liu & H.Peng
72. Buddleja misionum Kraenzl.
73. Buddleja montana Britton
74. Buddleja multiceps Kraenzl.
75. Buddleja myriantha Diels
76. Buddleja nitida Benth.
77. Buddleja nivea Duthie
78. Buddleja normaniae J.H.Chau
79. Buddleja oblonga Benth.
80. Buddleja officinalis Maxim.
81. Buddleja paniculata Wall.
82. Buddleja parviflora Kunth
83. Buddleja perfoliata Kunth
84. Buddleja pichinchensis Kunth
85. Buddleja polycephala Kunth
86. Buddleja polystachya Fresen.
87. Buddleja pulchella N.E.Br.
88. Buddleja racemosa Torr.
89. Buddleja ramboi L.B.Sm.
90. Buddleja rinconensis (Mayfield) J.H.Chau
91. Buddleja rufescens Willd.
92. Buddleja saligna Willd.
93. Buddleja salviifolia (L.) Lam.
94. Buddleja scordioides Kunth
95. Buddleja sessiliflora Kunth
96. Buddleja skutchii Morton
97. Buddleja soratae Kraenzl.
98. Buddleja speciosissima Taub.
99. Buddleja sphaerocalyx Baker
100. Buddleja sphaerocephala Baker
101. Buddleja stachyoides Cham. & Schltdl.
102. Buddleja suaveolens Kunth & C.D.Bouché
103. Buddleja subcapitata E.D.Liu & H.Peng
104. Buddleja thyrsoides Lam.
105. Buddleja tsetangensis C.Marquand
106. Buddleja tubiflora Benth.
107. Buddleja tucumanensis Griseb.
108. Buddleja utahensis Coville
109. Buddleja vexans Kraenzl. & Loes. ex E.M.Norman
110. Buddleja virgata L.f.
111. Buddleja volubilis Lam.
112. Buddleja yunnanensis L.F.Gagnep.
113. Buddleja × alata Rehder & E.H.Wilson
114. Buddleja × griffithii (C.B.Clarke) C.Marquand
115. Buddleja × wardii C.Marquand